# Томаринський міський округ
Томарінський район (рос. Томаринский район) — адміністративно-територіальна одиниця (район) та муніципальне утворення (муніципальний район) у складі Сахалінської області Російської Федерації.
Адміністративний центр — місто Томарі.

## Географія
Знаходиться на південної части острова Сахалін.
Томарінський район прирівняний до районів Крайньої Півночі.

## Історія
Район утворений 5 червня 1946 року. З 1905 по 3 вересня 1945 року входив до складу губернаторства Карафуто Японії.

## Населення
| 2002   | 2009    | 2010  | 2011  | 2012  | 2013  | 2014  |
| ------ | ------- | ----- | ----- | ----- | ----- | ----- |
| 11 678 | ↘10 369 | ↘9457 | ↘9410 | ↘9100 | ↘8784 | ↘8514 |
| 2015   | 2016    | 2017  | 2018  | 2019  |       |       |
| ↘8403  | ↘8172   | ↘7968 | ↘7931 | ↘7859 |       |       |